# منعطف جيد (فلم 1955)
منعطف جيد (بالإنجليزية: One Good Turn) فيلم كوميدي بريطاني لعام 1955 من إخراج جون بادي كارستيرز، وبطولة نورمان ويزدوم، وجوان رايس، وشيرلي أبيكير، وتورا هيرد. يعرض الفيلم لحياة نورمان هو أكبر يتيم يعيش في منزل غرينوود للأطفال، ويعمل كمسؤول عنهم، حيث جميع الأيتام سعداء للغاية ويتم الاعتناء بهم جيدًا.

## طاقم التمثيل
- نورمان ويزدوم: في دور نورمان
- جوان رايس: في دور إيريس جيبسون
- شيرلي أبيكير: في دور ماري
- ثورا هيرد: في دور كوك
- وليام راسل: في دور أليك بيجلي
- جوان إنجرام: في دور ماترون سبارو
- ريتشارد كالديكوت: في دور السيد بيجلي
- مارجوري فندر: في دور توبيني
- كيث جيلمان: في دور جيمي
- نويل هوليت: في دور الجواهري
- ديفيد هيرست: في دور أستاذ دوفي
- هارولد كاسكت: في دور إيغور بتروفيتش
- ريكي ماكولو: في دور جانر ماك
- أنتوني جرين: في دور مارتن[4]

## أحداث الفيلم
يعيش نورمان في منزل غرينوود للأطفال، جنوب لندن، حيث نشأ. يعمل نورمان كمقدم رعاية ويعتبر الموظفين والأطفال هناك كعائلته، وعندما يتمنى جيمي، أحد الأولاد، الحصول على سيارة نموذجية رآها في نافذة متجر، فإن نورمان يصمم على جمع الأموال لشرائها، ولكنه لا يستطيع تحمل ذلك من أجره الضئيل.
يخطط نورمان لرحلة بالقطار إلى برايتون، لأنه لم ير البحر من قبل، ومع ذلك، يفقد سرواله قبل ركوب الطائرة. تلاحق الشرطة نورمان عند مغادرته القطار،  ويتنكر من خلال الانضمام إلى المرحلة الأخيرة من سباق المشي من لندن إلى برايتون، ونظرًا لميزته في الانضمام في وقت متأخر جدًا للسباق وهو لم يعاني التعب مثل باقي المتسابقين، فقد فاز، لكنه فشل في بيع الكأس الفضية التي منحها إلى سمسار الرهونات، الذي يعتقد أن الكأس قد سُرقت. يعبر نورمان بجوار باب المسرح، الذي يخرج مديره بحثًا عن قائد الأوركسترا ويخطئ نورمان باعتباره الرجل المفقود. يخلق نورمان أداء مفكك ويبدأ في الضحك، الذي ينتقل للحاضرين، وسرعان ما يضحك الجمهور كله.
يرى نورمان أنه يمكنه الفوز بعشرة جنيهات إسترلينية من خلال الاستمرار في ثلاث جولات في معركة ملاكمة. يتم تنويمه ليجعل من نفسه ملاكمًا جيدًا. يقف نورمان بجانب لعبة دمية الكوب في المعرض، وينطلق في غناء أغنية، ويحصل على ما يكفي من المال لشراء السيارة المطلوبة، لكن سوء الفهم عندما يغادر نافذة المتجر يؤدي إلى مطاردة أخرى للشرطة. يعود نورمان إلى المنزل، لكنه يجده في حالة حصار.
رئيس الأمناء هو مضارب عقاري ملتوي ويريد طرد الأطفال حتى يمكن بناء مصنع في الموقع، ولكن المدافعين عن الأطفال ينجحوا ويتم الاحتفاظ بالمبنى. يقول جوني الصغير إنه لم يعد يريد السيارة لأنه حصل على نموذج طائرة. يرتدي نورمان ملابس سانتا في عيد الميلاد لتقديم الهدايا للأطفال.

## استقبال الفيلم
كان الفيلم سابع أشهر فيلم في شباك التذاكر البريطاني عام 1955.
كتبت المجلة الأسبوعية البريطانية «راديو تايمز» تعليق يقول: «يمكن القول إنه أفضل أفلام نورمان ويزدوم، وكان متابعة رائعة لظهوره الأول الذي حقق نجاحًا ساحقًا. يظهر النجم المتلعثم كعامل بارع يحاول إنقاذ دار الأيتام من الانهيار... الفيلم عاطفي بشكل مفرط، لكن المشاعر كانت جزءًا من تجارة نورمان ويزدوم».
كتب موقع 20/20 موفي ريفيوز في 20 أبريل 2012: «يرتدي نورمان ويزدوم زيه المعتاد من سترة ضيقة للغاية وقبعة مسطحة، هو يلعب دور الأحمق المحبوب الذي يخضع لعدد من المغامرات التهريجية بينما يسعى لكسب مبلغ ضخم قدره 12.00 جنيهًا إسترلينيًا لشراء سيارة مصغرة لصبي في دار الأيتام التي يعمل فيه. القصة عبارة عن إطار فضفاض يتم على أساسه ترتيب عدد من المشاهد الكوميدية: نورمان يفقد سرواله في قطار؛ نورمان مخطئ في كونه قائدًا مشهورًا؛ نورمان منوم مغناطيسيًا ليشارك في مباراة ملاكمة في أرض المعارض، وما إلى ذلك. بعضها أكثر تسلية من البعض الآخر، لكنها جميعًا أفضل بكثير من معظم إنتاجه اللاحق».

## روابط خارجية
- منعطف جيد على موقع IMDb (الإنجليزية)
- منعطف جيد على موقع روتن توميتوز (الإنجليزية)
- منعطف جيد على موقع أول موفي (الإنجليزية)
- منعطف جيد على موقع فيلمافينيتي (الإسبانية)
- منعطف جيد على موقع قاعدة بيانات الأفلام السويدية (السويدية)
- منعطف جيد على موقع قاعدة بيانات الفيلم (الإنجليزية)
- منعطف جيد على موقع ليتربوكسد (الإنجليزية)
- منعطف جيد على موقع كينوبويسك (الروسية)